# Tatum O’Neal
Tatum Beatrice O’Neal (Los Angeles, 1963. november 5. –) Oscar- és Golden Globe-díjas amerikai színésznő, író.
1973-ban debütált a mozivásznon édesapja, Ryan O’Neal mellett a Papírhold című filmben. Alakításával tízévesen – a díj történetének legfiatalabb győzteseként – elnyerte a legjobb női mellékszereplőnek járó Oscar-díjat.
Az 1970-es években feltűnt még a Gáz van, jövünk! és Az ötcentes mozi című 1976-os filmvígjátékokban, A nagy vágta (1978) című drámában, majd az 1980-ban bemutatott Összeesküvők és Rossz kislányok című filmekben.
Pályafutása későbbi szakaszában leginkább televíziós sorozatokban vállalt vendégszerepléseket: Szex és New York (2003), Esküdt ellenségek: Bűnös szándék (2004), Pimaszok, avagy kamaszba nem üt a mennykő (2004). A Ments meg! című drámasorozatban 2004 és 2011 között visszatérő szerepben volt látható.

## Filmográfia

### Film
| Év   | Magyar cím                     | Eredeti cím                         | Szerep                    | Magyar hang        |
| ---- | ------------------------------ | ----------------------------------- | ------------------------- | ------------------ |
| 1973 | Papírhold                      | Paper Moon                          | Addie Loggins             | Kökényessy Ági     |
| 1973 | Papírhold                      | Paper Moon                          | Addie Loggins             | Bogdányi Titanilla |
| 1976 | Gáz van, jövünk!               | The Bad News Bears                  | Amanda Wurlitzer          | Mánya Zsófia       |
| 1976 | Az ötcentes mozi               | Nickelodeon                         | Alice Forsyte             | Mánya Zsófia       |
| 1978 | A nagy vágta                   | International Velvet                | Sarah Brown               | Zsigmond Tamara    |
| 1980 | Összeesküvők                   | Circle of Two                       | Sarah Norton              | Somlai Edina       |
| 1980 | Rossz kislányok                | Little Darlings                     | Ferris Whitney            |                    |
| 1982 |                                | Prisoners (kiadatlan film)          | Christie                  |                    |
| 1985 |                                | Certain Fury                        | Scarlet                   |                    |
| 1992 |                                | Little Noises                       | Stella                    |                    |
| 1996 | A graffiti királya             | Basquiat                            | Cynthia Kruger            | Kiss Erika         |
| 2002 | A kitaszított                  | The Scoundrel's Wife                | Camille Picou             |                    |
| 2003 |                                | The Technical Writer                | Slim                      |                    |
| 2006 |                                | My Brother                          | Erica                     |                    |
| 2008 | Grace megmentése               | Saving Grace B. Jones               | Grace B. Jones            | Orosz Anna         |
| 2010 | The Runaways – A rocker csajok | The Runaways                        | Marie Harmon              | Incze Ildikó       |
| 2010 | A végakarat                    | Last Will                           | Hayden Emery              | Orosz Helga        |
| 2012 | 40 és annyi                    | This Is 40                          | ingatlanközvetítő (cameo) |                    |
| 2013 |                                | Mr. Sophistication                  | Kim Waters                |                    |
| 2014 | Megőrjít a csaj                | She's Funny That Way                | pincérnő (cameo)          |                    |
| 2015 |                                | Sweet Lorraine                      | Lorraine Bebee            |                    |
| 2017 |                                | Rock Paper Dead                     | Dr. Evelyn Bauer          |                    |
| 2018 |                                | God's Not Dead: A Light in Darkness | Barbara Solomon           |                    |
| 2019 |                                | The Assent                          | Dr. Hawkins               |                    |
| 2021 |                                | Not To Forget                       | doktor                    |                    |

### Televízió
| Év        | Magyar cím                                | Eredeti cím                                    | Szerep             | Megjegyzések                          |
| --------- | ----------------------------------------- | ---------------------------------------------- | ------------------ | ------------------------------------- |
| 1984      |                                           | Faerie Tale Theatre                            | Goldilocks         | 1 epizód                              |
| 1989      |                                           | CBS Schoolbreak Special                        | Kim                | 1 epizód                              |
| 1993      |                                           | Woman on the Run: The Lawrencia Bembenek Story | Laurie Bembenek    | tévéfilm                              |
| 2003      | Szex és New York                          | Sex and the City                               | Kyra               | 1 epizód                              |
| 2004      | Pimaszok, avagy kamaszba nem üt a mennykő | 8 Simple Rules                                 | Ms. McKenna        | 1 epizód                              |
| 2004      | Esküdt ellenségek: Bűnös szándék          | Law & Order: Criminal Intent                   | Kelly Garnett      | 1 epizód                              |
| 2005–2011 | Ments meg!                                | Rescue Me                                      | Maggie             | visszatérő- és főszereplő (39 epizód) |
| 2006      |                                           | Dancing with the Stars                         | önmaga (versenyző) | 5 epizód                              |
| 2006      |                                           | Wicked Wicked Games                            | Blythe Hunter      | főszereplő                            |
| 2008      | Botrányos pomponlányok                    | Fab Five: The Texas Cheerleader Scandal        | Lorene Tippit      | tévéfilm                              |
| 2010      | RuPaul – Drag Queen leszek!               | RuPaul's Drag Race                             | önmaga             | 1 epizód                              |
| 2011      |                                           | Ryan and Tatum: The O'Neals                    | önmaga             | 2 epizód                              |
| 2015      | Gordon Ramsay – A pokol konyhája          | Hell's Kitchen                                 | önmaga             | 1 epizód                              |
| 2017      | Gyilkos elmék                             | Criminal Minds                                 | Miranda White      | 1 epizód                              |
| 2018      |                                           | Runaway Romance                                | Veronica Adson     | tévéfilm                              |

## Díjak és jelölések

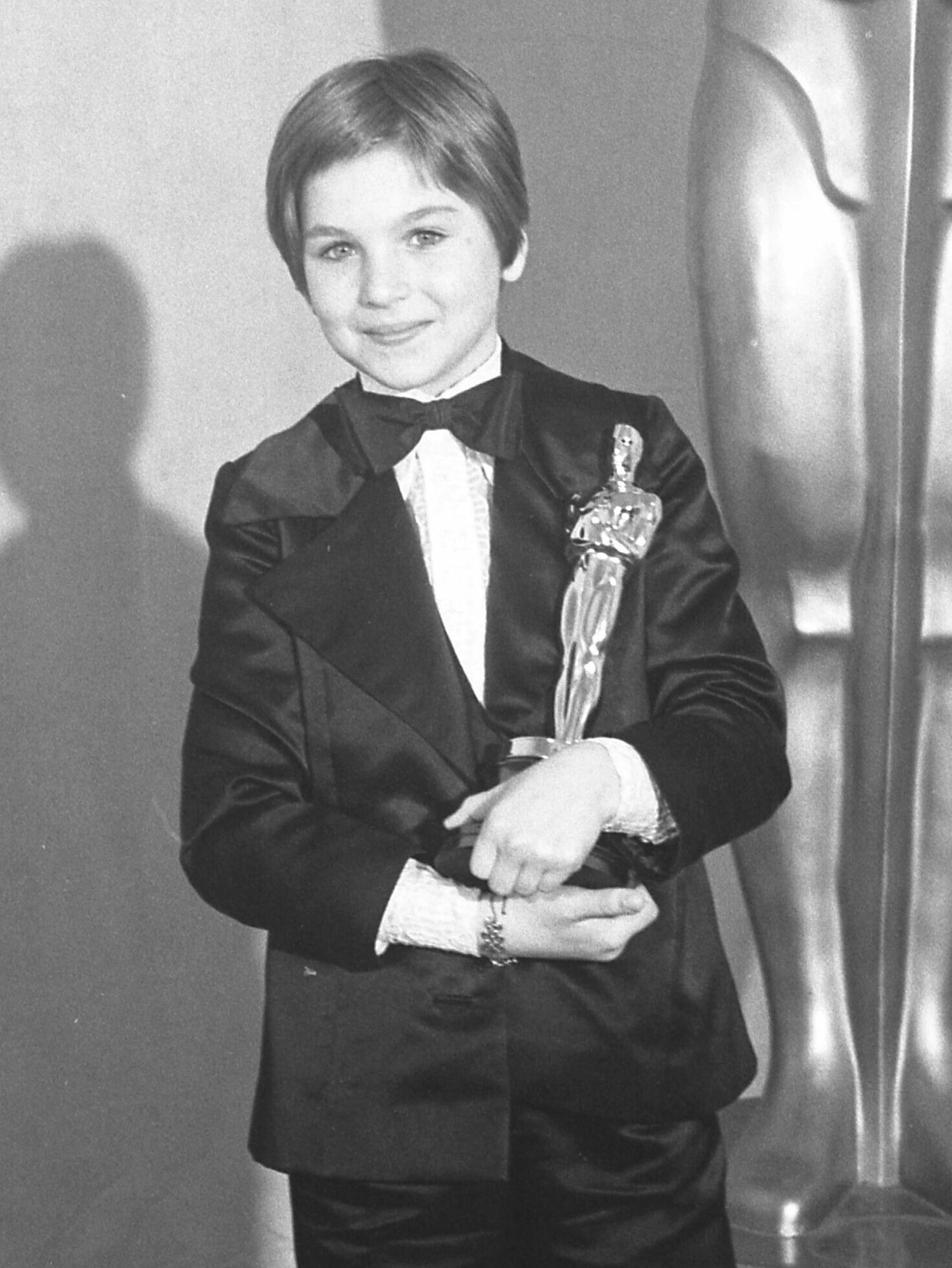
1974-ben, a legjobb női mellékszereplőnek járó Oscar-díj megnyerése után

| Év   | Díj                    | Kategória                                          | Jelölt mű        | Eredmény | Ref.   |
| ---- | ---------------------- | -------------------------------------------------- | ---------------- | -------- | ------ |
| 1974 | Oscar-díj              | Legjobb női mellékszereplő                         | Papírhold (1973) | Elnyerte | [ 8 ]  |
| 1974 | David di Donatello-díj | Legjobb külföldi színésznő                         | Papírhold (1973) | Elnyerte |        |
| 1974 | Golden Globe-díj       | Az év színésznő felfedezettje                      | Papírhold (1973) | Elnyerte | [ 10 ] |
| 1974 | Golden Globe-díj       | Legjobb női főszereplő (filmmusical vagy vígjáték) | Papírhold (1973) | Jelölve  | [ 10 ] |

## Fordítás
- Ez a szócikk részben vagy egészben  a   Tatum O'Neal című angol Wikipédia-szócikk fordításán alapul.  Az eredeti cikk szerkesztőit annak laptörténete sorolja fel. Ez a jelzés csupán a megfogalmazás eredetét és a szerzői jogokat jelzi, nem szolgál a cikkben szereplő információk forrásmegjelöléseként.